# Soroptimist International
La Soroptimist International è un'organizzazione di service club, senza fini di lucro, che riunisce donne con elevata professionalità, e opera attraverso progetti diretti all'avanzamento della condizione femminile, la promozione dei diritti umani, l'accettazione delle diversità, lo sviluppo e la pace.

## Storia
Il Soroptimist nasce nel 1921 a Oakland, in California per la volontà di 80 socie fondatrici; ne è la prima presidente  Violet Richardson Ward.
Nel primo statuto gli scopi dell'associazione sono così indicati:
(The History of Soroptimist International, Janet Haywood, Soroptimist International, Cambridge 1995)
Il primo progetto, “Salviamo i Redwoods”, era diretto a salvare una foresta di sequoie secolari che rischiava di essere abbattuta; le Soroptimiste si impegnarono per ottenere sostegno dell'opinione pubblica: grazie a questa attività gran parte di quella foresta fu salvata e esiste tuttora.
Negli anni successivi negli Stati Uniti sorgono diversi Club; da San Francisco a Washington, Los Angeles, New York ecc.
Mentre a Londra viene fondato nel 1924 il Club denominato “Central London”, Madame Suzanne Noël fonda in Francia il primo Club Soroptimist dell'Europa continentale e si dedica poi a costituire innumerevoli Club non solo in Europa, spingendosi addirittura fino in Cina e Giappone.
Nel corso della Convention del 1928 che riuniva i Club allora esistenti, si stabilisce di istituire due diverse Federazioni dei Club Soroptimist: la federazione dell'America e quella dell'Europa che avrebbero dovuto incontrarsi ogni quattro anni. In questa Convention si adotta anche l'emblema dei Club Soroptimist: l'immagine di una donna con le braccia alzate, in un gesto di libertà e di dedizione verso gli altri, che mostra la scritta Soroptimist; alle sue spalle raggi di sole, a sinistra fronde di quercia a significare la forza dell'organizzazione, a destra serti di alloro a significare il successo delle realizzazioni.
Europa continentale da un lato e Gran Bretagna e Irlanda dall'altro nel 1934 formano due distinte federazioni, e nel 1978, viene costituita la federazione del South West Pacifico (ora rinominata Sud Est Asia Pacifico). Infine nel 2021 è costituita la federazione africana, con club precedentemente appartenenti alla federazione europea e alla federazione di Gran Bretagna e Irlanda.
Fin dall'immediato dopoguerra il Soroptimist International si pone in stretta relazione con l'ONU e le sue agenzie, tanto da ottenere nel 1948 lo stato consultivo presso l'UNESCO e, nel 1950, lo stato consultivo di categoria C presso l'ONU.  Oggi il Soroptimist International è rappresentato presso le seguenti Agenzie delle Nazioni Unite: ECOSOC, CSW, CEDAW, DBI/NGO, WHO, UNHCR, OHCHR, ILO, FAO, UNIDO, UNODC, UNICEF, UNESCO, UNEP. Ha una rappresentante a Vienna, presso l'OCSE.
Attualmente (luglio 2022) le socie sono circa 72.000, distribuite in oltre 3000 Club presenti in 121 Paesi.

### Etimologia
Il nome Soroptimist deriva dalle parole latine "soror" e "optima".

## Organizzazione
Il Soroptimist International è diretto dall'International Board composto da tre rappresentanti di ciascuna delle cinque Federazioni: Americhe, Europa, Gran Bretagna e Irlanda, Sud Est Asia Pacifico, e Africa che nel corso della Convention quadriennale fornisce indicazioni strategiche sulla attività di carattere pluriennale.
La Presidente del Soroptimist International è scelta a rotazione tra le rappresentanti delle cinque Federazioni. Ogni anno in occasione del Soroptimist Day che si celebra il 10 dicembre – anniversario della Dichiarazione Universale dei diritti umani – la Presidente Internazionale rivolge un appello per sollecitare l'attenzione delle Soroptimiste e le loro azioni a favore di un tema particolare. 
Ciascuna Federazione coordina le Unioni Nazionali o Regioni o, in loro mancanza, i Single Club. Le Unioni o Regioni raccolgono a loro volta i Club.

## Federazione Europea
La Federazione Europea è stata costituita nel 1929 e conta oltre 30.000 socie distribuite in 1.172 Club. Ha proprie rappresentanti, con voto consultivo, al Consiglio d'Europa e partecipa alla Lobby Europea delle Donne. Ne fanno parte anche Unioni e Single Club di numerosi Paesi africani.
Il tema di attività della Federazione Europea è incentrato sul motto We Stand Up for Women con focus su eliminazione della violenza, accesso alla giustizia, accesso all'educazione, potenziamento della condizione femminile, leadership.

## Il Soroptimist in Italia
Il primo Soroptimist Club italiano è stato fondato a Milano il 20 ottobre 1928, da Alda Da Rios, una conferenziera di vasta cultura, che casualmente incontra a Milano la famosa medica e attivista francese Suzanne Noël. La prima Presidente del Club di Milano, il più antico d'Italia, è Alda Da Rios e le socie sono 25 divise fra cui le più famose sono: Ada Negri, Milly Dandolo, Elisabetta Keller, Chiarina Fino Savio, Carla Strauss, Giulia Recli, Lina Arpesani, Mary Tibaldi Chiesa. Dopo la sospensione dell'attività nel 1934 dovuta al fascismo e alla seconda guerra mondiale, sempre Alda Da Rios, insieme a Madame Noël, ricostituisce il Club milanese nel 1948. Nel 1949 segue la fondazione dei Club di: Bologna (30 aprile 1949), Roma (4 maggio 1949), Firenze (14 maggio 1949); nel 1950 si costituisce l'Unione Italiana.
Attualmente (luglio 2022) il Soroptimist International d'Italia conta 162 Club e circa 5.200 socie.
L'Unione Italiana è rappresentata dalla Presidente Nazionale, eletta dalle delegate dei Club e in carica per due anni, affiancata nello svolgimento della sua attività da quattro Vicepresidenti nazionali.
Il legame con la Federazione è mantenuto dalle due Governors che partecipano alle riunioni annuali indette dalla Federazione Europea.
Il Soroptimist International d'Italia è presente con una sua rappresentante presso la Commissione Parità del Ministero del Lavoro, presso la Commissione Pari Opportunità del Dipartimento Pari Opportunità della Presidenza del Consiglio dei Ministri, ed è associata al CNDI.

### Le presidenti
Le presidenti dal secondo dopoguerra sono state:
- 1950-1952: Emilia Kuster
- 1952-1955: Angiola Sbaiz
- 1955-1957: Piera Dolfin
- 1957-1959: Brunilde Allioni
- 1959-1961: Antonietta Sava
- 1961-1963: Bruna Tamaro Forlati
- 1963-1965: Lidia Bianchi
- 1965-1967: Gabriella Starrabba
- 1967-1969: Augusta Guidetti
- 1969-1971: Marina Volpi Luling
- 1971-1973: Renata Maggioni
- 1973-1975: Silvia Pino
- 1975-1977: Adraina Sbarigia
- 1977-1979: Clotilde Spanio
- 1979-1981: Laetitia Nigro
- 1981-1983: Ada Cammeo
- 1983-1985: Angelica Bortolotto
- 1985-1987: Fernanda Locci
- 1987-1989: Elda Pucci
- 1989-1991: Maria Luisa Santi
- 1991-1993: Elisabetta Jucci
- 1993-1995: M. Raffaella Mottola
- 1995-1997: Adele Garrani
- 1997-1999: Mariangela Mangiarotti
- 1991-2001: Giovanna Pace
- 2001-2003: Alessandra Xerri
- 2003-2005: Maria Elena Gallesio Piuma
- 2005-2007: Teresa Gualtieri
- 2007-2009: Giovanna Catinella
- 2009-2011: Wilma Malucelli
- 2011-2013: Flavia Pozzolini
- 2013-2015: Anna Maria Isastia
- 2015-2017: Leila Picco
- 2017-2019: Patrizia Salmoiraghi
- 2019-2021: Mariolina Coppola
- 2021-2023: Giovanna Guercio
- 2024-2025: Adriana Macchi, in carica

### Linee programmatiche
- promuovere e finanziare Corsi di Formazione presso l'Università “U. Bocconi” – SDA, Scuola di Direzione Aziendale, Milano – rivolti a giovani laureate;
- bando biennale di un Concorso Nazionale dedicato a giovani musiciste;
- assegnazione ogni due anni del Premio Soroptimist a persona o ente che abbia operato in sintonia con i principi e le finalità del S.I.;
- elargizione ogni due anni di un Premio di studio “Fondo XXV”;
- finanziamento di progetti di restauro;
- intervento con progetti di recupero in caso di calamità naturali.

Ogni presidente all'inizio del suo mandato biennale indica progetti specifici.

### Pubblicazioni
La Soroptimist International d'Italia pubblica una rivista trimestrale “Soroptimist News – La Voce delle donne” e un notiziario.

### Archivio storico
Presso Il Centro documentazione donna di Modena, la sezione Soroptimist modenese ha depositato nel 2013 il proprio archivio con la documentazione della propria attività dal 1960 al 2013.